# Тальков, Игорь Игоревич
И́горь И́горевич Талько́в (род. 14 октября 1981, Москва, СССР), также известен как И́горь Талько́в-младший или И́горь МирИмиР Талько́в, — российский музыкант, автор песен и исполнитель. Основатель группы «МирИмиР».
Сын певца, музыканта и поэта Игоря Владимировича Талькова (4.11.1956 — 6.10.1991).

## Биография

### Первые годы
Игорь Тальков-младший родился 14 октября 1981 года в Москве в семье певца и музыканта Игоря Владимировича Талькова (1956—1991) и Татьяны Ивановны Тальковой (род. 22 апреля 1960). Дядя — Владимир Тальков.
Отец принимал активное участие в воспитании сына до 1987 года, после исполнения песни «Чистые пруды» начались постоянные гастроли. Увидев в школьном учебнике сына «Родное слово» изображение Александра Невского в качестве борца за идеалы коммунизма (с красным флагом, серпом и молотом), запретил сыну ходить в школу, в результате чего Тальков-младший получал домашнее образование. Также отец хотел, чтобы Игорь стал спортсменом, и отдал его в секцию тхэквондо.

### Потеря отца
За 8 дней до 10-летия Игоря Талькова-младшего, 6 октября 1991 года его отец, Игорь Тальков-старший был убит в Санкт-Петербурге, в ДС «Юбилейный». В дальнейшем Игорь-младший воспитывался матерью Татьяной Ивановной.

### Семья
В 2005 году состоял в браке с Анастасией Тальковой, после развода она оставила фамилию.
Детей в первом браке не было.
С 2008 по 2012 год совместно проживал с уроженкой Луганска, Украина по имени Светлана.
- Дочь — Варвара Талькова (род. 22 июля[1] 2011)[2], в настоящее время вместе с матерью живёт в Германии.

Женат на Светлане Тальковой.
- Первый сын — Святослав Тальков (род. 19 мая 2013)[2][3].
- Второй сын — Мирослав Тальков (род. 27 августа 2016)[4][5].

### Музыкальная карьера
Собственные песни начал писать в 15 лет (причём в интервью 2011 года Тальков-младший сказал, что начал писать песни с 11 лет). Окончив школу с большими трудностями, поступил в Институт современного искусства, откуда забрал документы через два месяца после начала учёбы. Затем поступил в Московский государственный университет культуры и искусств, который также не окончил.
В 2001 году впервые вышел на большую сцену, открыв концерт памяти отца в Государственном Кремлёвском дворце песней «Я вернусь», где был горячо встречен зрителями.
26 июня 2004 года на фестивале «LG» исполнил песню «Спасательный круг», которую исполнял его отец Игорь Тальков (старший).
В 2005 году при участии продюсера Василия Козлова выпустил свой дебютный сольный альбом «Надо жить!», изданный студией звукозаписи «Никитин Records».
В 2006 году совместно с группами «Слайд», «Золотой век», музыкантом Паскалем и рядом других музыкантов записал альбом «Чистые труды», в котором были исполнены известные песни его отца, а также записаны песни на неизданные или малоизвестные стихи Игоря Талькова-старшего. В том же году исполнил вместе с Азизой песню «Этот мир».
В 2009 году основал группу «МирИмиР». Предпочитает не издавать новые песни на пластинках, а выкладывать их в свободный доступ в сеть Интернет. Выражает негативное мнение о состоянии современной так называемой «форматной» популярной музыки, чем обосновывает своё нежелание вписываться в формат официальной российской эстрады.
По устоявшейся традиции, начиная с 2009 года, Игорь Тальков-младший ежегодно 6 октября, в день убийства своего отца, дает концерт его памяти в Санкт-Петербурге на ступенях у Дворца спорта «Юбилейный», причём в первый раз он не успел оформить разрешение на проведение такого мероприятия и провёл концерт нелегально.
3 июня 2019 года дал концерт перед защитниками Шиеса против мусорной свалки.

## Дискография

### Сольные альбомы
- 2005 — Надо жить[11]

1. Время нас не ждёт
2. Дом
3. Каждому своё
4. Марафон
5. Надо жить!
6. Найди себя
7. Наше солнце
8. Не повезло
9. Ответы где?
10. Прощай
11. Святая
12. Седьмой день
13. Хватит!

### Другие издания
- 2006 — Чистые труды
- 2015 — Новая эра — в знании вера (самиздат)[12]

## Награды и достижения
- В 2005 году Игорь Тальков-младший с песней «Этот мир» завоевал второе место на Первом фестивале Московской Рок-лаборатории «РокДом»[13].
- Песни Игоря Талькова-младшего звучат в эфире радиостанций «Звезда», «Шансон», «Радио России»[11].
- 2020 — Лауреат Первой независимой петербургской премии им. пенсионера-инвалида Валерия Петрова «Georgievich Award. Heaven 49»: присуждён орден «С Благодарностью от Человечества!» (номинирован — декабрь 2019 г., объявление результатов — февраль 2020 г.), за выступления на Митинге за Честные Выборы, Шиесе, Донбассе.

## Общественная позиция
Член КПРФ. В конце июля 2019 года зарегистрирован кандидатом в депутаты Тульской областной думы от КПРФ, однако спустя почти 2 недели регистрация была отменена.

### Отношение к конфликту на востоке Украины
Игорь Тальков-младший посвятил войне на востоке Украины, начавшейся в 2014 году, две песни — «Братские народы» и «Майдан».
В интервью изданию «Горловка NEWS» Тальков-младший прокомментировал обсуждения в сети того, что собирался ехать воевать в Донбасс против ВСУ:

«Можно сказать, что Донбасс для меня родная земля, ведь на ней родилась моя дочь и живут мои друзья. Воевать я бы, конечно же, не стал, ибо моё оружие — это песни. Но я всегда с радостью принимаю приглашения выступить на Донбассе, также как с удовольствием бы выступил в Киеве, ибо я пою о том, что мы единый народ, который в очередной раз одурачили, но на сей раз слишком жестоко.
Остановило осознание, что у каждого своё дело в этом мире. Осознание того, что кто-то по ту сторону оружия так же, как и я, одурачен пузатыми, богатыми дядями. Что война одного народа друг с другом в XXI веке — это маразм! Я протрезвел, написал две песни „Братские народы“ и „Майдан“ („Украина и Россия“, второе название), где выразил своё отношение к этой войне, к её истокам, к её ошибочности»

## Высказывания
Единственное — как быть с приставкой «младший», когда мне исполнится 35. Я стану старше своего отца, физически проживу дольше. Этот возраст — мой перевалочный пункт.— 

Игорь, между именем и фамилией вставка «МирИмиР» у вас неспроста?
— Меня всегда бесит, когда говорят «Тальков-младший». Люди воспринимают чьих-то детей только как приложение. А тебя как личности вообще как будто не существует. Это все равно как у кого-то шесть пальцев на руке. Или ты «сын Талькова». И я хотел придумать что-то, что отделило бы меня от отца. Так я придумал слово «МирИмиР». Мне нужна была связующая буква, и это «И», первая буква имени. Я Игорь, отец был Игорь…— 

## Мнения
Музыкальный обозреватель «Российской газеты» Александр Алексеев выразил о Талькове-младшем и его творчестве такое мнение:

В песнях Талькова-младшего нет нонконформизма и мятежности настроений его отца. Однако есть схожий тембр, интонации и искренность. Есть вкус и строгость самооценки. Скажем, пожалуй, главный хит Талькова-старшего сын исполнять не осмеливается. Оговаривается, что так, как отец, все равно его не споёт. Значит, у Игоря Игоревича есть почти отцовская требовательность к себе. И потому — шансы на то, что он тоже может стать явлением на российской эстраде.